# Lemon (band)
Lemon is een Belgische rockformatie uit Brugge. De band brak in eigen land door met de single 'Summer Ghosts' uit 2001. Lemon schreef de muziek voor de VRT-serie 'Kinderen van Dewindt'.

## Geschiedenis
Na enkele jaren gefungeerd te hebben als gelegenheidsband, werd Lemon gevraagd om mee te werken aan het project "Vers Geweld", een compilatie-album van Arid-drummer Steven Van Havere. 'Jason Fly' werd de eerste song die ze opnamen en was de aanzet tot het schrijven van nieuw materiaal. In 1999 werd Lemon een kwintet met de komst van derde gitarist Tom Barbier. Hij zorgt voor de gitaareffecten en soundscapes in de band.

### Summer Ghosts
De nieuwe songs trokken opnieuw de aandacht van Steven Van Havere die hun eerste demo produceerde. De demo kwam terecht bij Guus Fluit, A&R Manager van EMI. Het leverde Lemon een platencontract op bij het Londense Parlophone van EMI.
In augustus 2001 werkte Lemon aan een eerste ep die opgenomen werd in de ICP-studios in Brussel. De eerste single uit de ep, 'Summer Ghosts', werd een radiohit in Vlaanderen en haalde de compilatie 'De Afrekening 27' van Studio Brussel. Het succes van de volgende single, 'Invincible', leidde ertoe dat Lemon mocht optreden op festivals als Dour Festival, Pukkelpop en het Cactusfestival. De band trad verder op als openingsact voor bands als Zornik, Dead Man Ray en Arid.

### Magnetic
In de zomer van 2002 startte Lemon in de MotorMusic Studios met de opnames voor hun debuutalbum 'Magnetic'. Steven Van Havere stond samen met Raf Roesems (Red Hot Chili Peppers) en Jo Francken (Axelle Red, Novastar, Zita Swoon, Noordkaap) in voor de productie van de plaat. De opnames duurden ongeveer twee maanden. Achteraf werden de songs gemixt in de ICP Studios. Het succes van het album zorgde ervoor dat Lemon voor het eerst op Rock Werchter kon optreden.
De meeste songs van hun debuutalbum kwamen in 2005 terecht op de soundtrack van de televisieserie 'Kinderen van Dewindt'. Lemon schreef voor de serie drie nieuwe songs waaronder de hitsingle 'Blind'.
In juni 2005 verliet bassist Tom Vermeersch de band en werd vervangen door Bart Parmentier. Kort daarna verliet ook gitarist Joachim Mestdagh de band en ging Lemon door als een kwartet. Gitarist en keyboardist Tom Barbier versterkt sinds juli 2006 de Belgische band Zornik, maar blijft actief in Lemon.
Op 29 mei 2007 speelde de band op de Jeff Buckley tribute avond die georganiseerd werd door Studio Brussel. Lemon speelde er naast bands als Zita Swoon en Milow.

### Endless Days
EMI/Parlophone toonde weinig interesse in de release van dit album en in onderling overleg werd de samenwerking beëindigd medio 2008. Lemon bracht vervolgens in oktober 2008 het album 'Endless Days' uit op zijn eigen label. Het album bevat songs als 'Man In Control' en 'Heart Shaped Lie'. 'Man in Control' scoorde zeer goed op radio en haalde een tweede plaats in De Afrekening-lijst op radiozender Studio Brussel.
Op 16 augustus 2008 stelde Lemon op Pukkelpop "Endless Days" in première voor aan het grote publiek.

## Discografie

### Albums
- Summer ghosts, ep (2002)
- Magnetic (2003, Parlophone)
- Soundtrack ‘Kinderen van Dewindt’, VRT (2005)
- Endless days (2008)
- Breaking waves (2014)

### Singles
- Summer ghosts (will I see you?) (2001)
- Invincible (2002)
- Scream (2002)
- Stay with me (2003)
- How you prove me wrong (2003)
- Blind (2005)
- Man in control (2008)
- Easy to please (2008)
- I will be ok (2014)
- Girl from the city (2014)